# 大中党
大中党是中華民国初期的公開政党，于1913年成立。

## 历史
1913年（民国2年）9月18日，奉臨時大总统袁世凱之命，大总統府秘書長梁士詒（交通系领袖）纠合了集益社、潜社等小政党，组成了御用政党公民党。但是，集益社的幹部朱兆莘未参加公民党，同江天鐸所领导的超然社以及相友会等小政党合并，成立了大中党。大中党以第三党自居，意图在当時国会内的两大政党国民党和進步党之外自立。1914年4月26日，大中党併入進步党。